# Cephalodella tincaformis
Cephalodella tincaformis is een raderdiertjessoort uit de familie Notommatidae. De wetenschappelijke naam van deze soort is voor het eerst geldig gepubliceerd in 1992 door Koste.